# Lehliu-Gară
Lehliu Gară er en lille by midt i Bărăgan-regionen i distriktet Călărași, Muntenien, Rumænien, med en jernbanestation og en national vej, der forbinder kysten Constanța og distriktshovedstaden Călăraşi. Desuden passerer den nye A2-motorvejen i nærheden, ved at gå til havet. Byen blev officielt en by i 1989, som et resultat af  Rumæniens landdistriktsreform og har 5.991 (2021) indbyggere. 
Området er et smukt netværk af indbyrdes forbundne søer midt på Bărăgan-sletten er landbrugslandet næsten udelukkende dyrket med korn. Der er store skove med stor biodiversitet.
Byen administrerer tre landsbyer: Buzoeni, Răzvani og Valea Seacă. Buzoeni ligger sydvest for Lehliu Gară og er en afsidesliggende og isoleret landsby med smukke landskaber, skove, søer, bakker og store dyrkede arealer. Gennemsnitsalderen i Buzoeni er 45 år. Befolkningen her lever normalt et meget roligt liv og bevarer en livsstil fra fortiden med lidt moderne indflydelse. 
De vigtigste økonomiske sektorer er landbrug og kunsthåndværk. En vigtig arbejdsgiver er biodieselfabrikken fra det portugisiske selskab Martifer, som åbnede i 2007.